# دنی آرنولد
دنی آرنولد (انگلیسی: Danny Arnold؛ ‏ ۲۳ ژانویهٔ ۱۹۲۵ – ۱۹ اوت ۱۹۹۵) بازیگر، کمدین، فیلم‌نامه‌نویس، آهنگساز و تهیه‌کننده تلویزیونی اهل ایالات متحده آمریکا بود.
از فیلم‌ها یا مجموعه‌های تلویزیونی که وی در آن‌ها نقش داشته‌است، می‌توان به ای‌ئی‌اس هادسن استریت و افسونگر اشاره نمود.
وی همچنین برندهٔ جوایزی همچون جوایز امی و جایزه پیبادی شده‌است.